# سيغفريد مولر
سيغفريد مولر (بالألمانية: Siegfried Müller) هو جندي ومرتزق ألماني، ولد في 26 أكتوبر 1920 في Krosno Odrzańskie ‏ في بولندا، وتوفي في 17 أبريل 1983 في بوكسبورغ ‏ في جنوب أفريقيا بسبب سرطان المعدة.

## وصلات خارجية
- سيغفريد مولر على موقع IMDb (الإنجليزية)
- سيغفريد مولر على موقع قاعدة بيانات الفيلم (الإنجليزية)
- سيغفريد مولر على موقع كينوبويسك (الروسية)